# XXII Premis Cinematogràfics José María Forqué
La cerimònia dels XXII Premis Cinematogràfics José María Forqué es va celebrar al Teatre de la Maestranza de Sevilla el 14 de gener de 2017. Es tracta d'uns guardons atorgats anualment des de 1996 per l'EGEDA com a reconeixement a les millors produccions cinematogràfiques espanyoles pels seus valors tècnics i artístics produïdes entre l'1 de gener i el 31 de desembre de 2016.
La llista de nominats es va fer pública el 12 de desembre de 2017.
La gala fou presentada per Carlos Latre amb l'actuació del raper Arkano i fou emesa per La 1 de TVE. Hi van assistir Paz Vega, José Coronado, Eduardo Noriega, Verónica Forqué o María León així com el ministre d'Educació, Cultura i Esport, Íñigo Méndez de Vigo, l'alcalde de Sevilla, Juan Espadas, la presidenta de la Junta d'Andalusia, Susana Díaz, la cap de l'oposició andalusa Teresa Rodríguez (que va aprofitar per demanar la baixada de l'IVA cultural), José María González "Kichi" de Podemos, o Marta Rivera de la Cruz (Ciudadanos).

## Nominacions i premis
Els nominats i guanyadors d'aquesta edició foren:
| Millor pel·lícula | Millor documental |
| --- | --- |
| - Tarde para la ira - Un monstre em ve a veure - 1898: Los últimos de Filipinas - Julieta - El hombre de las mil caras - Que Dios nos perdone                                                                             | - Nacido en Siria de Hernán Zin - El Bosco. El jardín de los sueños de José Luis López Linares - Jota de Saura de Carlos Saura - La historia de Jan de Bernardo Moll Otto - Miguel Picazo, un cineasta extramuros de Enrique Iznaola - Omega de José Sánchez-Montes |
| Millor actor | Millor actriu |
| - Roberto Álamo per Que Dios nos perdone - Oscar Martínez per El ciudadano ilustre - Antonio de la Torre Martín per Tarde para la ira - Eduard Fernández per El hombre de las mil caras - Àlex Monner per La propera pell | - Emma Suárez per Julieta - Adriana Ugarte per Julieta - Bárbara Lennie per María (y los demás) - Carmen Machi per La puerta abierta - Anna Castillo per El olivo - Inma Cuesta per La novia                                                                        |
| Millor curtmetratge | Millor pel·lícula llatinoamericana |
| - Graffiti de Lluís Quílez - Bla, Bla, Bla de Alexis Morante - Timecode de Juanjo Giménez Peña | - El ciudadano ilustre de Mariano Cohn i Gastón Duprat - El acompañante de Pavel Giroud - Aquí no ha pasado nada d'Alejandro Fernández Almendras - Neruda de Pablo Larraín - Sin muertos no hay carnaval de Sebastián Cordero                                       |
| Premi al Cinema i Edudació en valors | |
| - Un monstre em ve a veure, de Juan Antonio Bayona - El olivo de Icíar Bollaín - 100 metres, d'Marcel Barrena | |
| Medalla d'honor | |
| Antonio Pérez Pérez | |